# Saint-Pierre-le-Vieux, Vendée

Saint-Pierre-le-Vieux este o comună în departamentul Vendée, Franța. În 2009 avea o populație de 962 de locuitori.